# Juuru (obec)
Obec Juuru (estonsky Juuru vald) je bývalá samosprávná obec v estonském kraji Raplamaa. V roce 2017 zanikla svým začleněním do obce Rapla.

## Obyvatelstvo
Na území bývalé obce žije přibližně šestnáct set obyvatel, z toho asi třetina v městečku Juuru, které bylo administrativním centrem obce a podle kterého byla obec pojmenována. Do obce dále patřilo 11 vesnic — Atla, Hõreda, Härgla, Jaluse, Järlepa, Lõiuse, Mahtra, Maidla, Orguse, Pirgu a Vankse.